# Pleurotus opuntiae
El hongo de maguey común (MÉX) o seta de chumbera o de nopal (ESP) (Pleurotus opuntiae) es una especie de hongo agarical que crece en las zonas semiáridas del centro de México, así como en la cuenca mediterránea, y cuya seta es comestible, considerada un manjar en la gastronomía mexicana indígena. Los otomíes lo conocen como kjoo'wada.

## Descripción
Este hongo fructifica de manera gregaria en grupos de varios ejemplares sobre restos muertos de la planta Opuntia megacantha, llamado en España chumbera y en México maguey o nopal blanco, de ahí el nombre del hongo. Son de color beige o crema. Sus láminas son muy decurrentes y su sombrero, de 1 a 6 cm de diámetro, es bastante plano y con forma de embudo, ligeramente enrollado por los bordes. Tiene un pie muy corto, a menudo ni tiene.